# Tyto longimembris
Il barbagianni erbe orientale, barbagianni delle erbe orientale o barbagianni erbe orientale (Tyto longimembris (Jerdon, 1839)) è un uccello rapace della famiglia Tytonidae.

## Distribuzione e habitat
Questo uccello è presente in India, Nepal, Myanmar, Thailandia, Vietnam, Cina meridionale, Filippine, Indonesia, Papua Nuova Guinea, Australia e Nuova Caledonia. In passato era presente anche in Bangladesh e nelle isole Figi ma in queste due aree è andato incontro ad estinzione locale.